# زکری تای براین
زکری تای براین (انگلیسی: Zachery Ty Bryan؛ زادهٔ ۹ اکتبر ۱۹۸۱) هنرپیشه اهل ایالات متحده آمریکا است. وی بین سال‌های ۱۹۹۰ تا ۲۰۰۹ میلادی فعالیت می‌کرد.
از فیلم‌ها یا برنامه‌های تلویزیونی که وی در آن نقش داشته‌است می‌توان به ورونیکا مارس، سریع و خشمگین: توکیو دریفت، پرونده سرد، بازی زندگی آن‌ها، خشم ۲ و کم احتمال اشاره کرد.